# Paya Palas
Paya Palas is een bestuurslaag in het regentschap Aceh Timur van de provincie Atjeh, Indonesië. Paya Palas telt 2348 inwoners (volkstelling 2010).